# Igreja Ortodoxa Russa dos Velhos Crentes
A Igreja Ortodoxa Russa dos Velhos Crentes (em russo:  Ру́сская Правосла́вная Старообря́дческая Це́рковь, abreviada РПСЦ, até 1988 existem vários nomes próprios) ou Igreja Ortodoxa Russa de Rito Antigo é uma associação religiosa legal e canonicamente independente, composta por Velhos Crentes - sacerdotes, que cuidam da hierarquia Belokrinitskaya. A hierarquia moderna da Igreja Ortodoxa Russa dos Velhos Crentes surgiu em 1846, quando o chefe episcopal da hierarquia da Igreja foi restaurado; vê-se como uma continuação da histórica Igreja Ortodoxa Russa que existia antes das reformas do patriarca Nicônio; não está em comunhão orante-eucarística com outras Igrejas, com exceção da Igreja Ortodoxa dos Velhos Crentes na Romênia. Apesar da remoção em 1971 dos "juramentos" pelo Patriarcado de Moscou, este não reconhece a hierarquia da Igreja Ortodoxa Russa dos Velhos Crentes.